# Kostel Nanebevzetí Panny Marie (Nová Ves, okres Chomutov)
Římskokatolický kostel Nanebevzetí Panny Marie stával v Nové Vsi u Hory Svatého Šebestiána v okrese Chomutov. Až do svého zániku býval filiálním kostelem ve farnosti Hora Svatého Šebestiána.

## Historie
První písemná zmínka o kostele se nachází v opisu zakládací listiny, kterou biskup Jan z Dražic dne 3. října 1313 na žádost křimovského faráře Heinricha povolil založení filiálního kostela v Nové Vsi.
Filiálním ke Křimovu byl novoveský kostel i v roce 1361. Podle schematického vyobrazení na mapě Šimona Podolského z roku 1605 stála u boku chrámové lodi věž se stanovou střechou. V roce 1606 však byl na jeho místě postaven nový kostel obklopený hřbitovem. Patronátní právo k němu vykonávali chomutovští jezuité. I nadále zůstával filiálním kostelem křimovské farnosti, ale roku 1674 byl převeden do farnosti Hora Svatého Šebestiána. Zbořen byl spolu s barokní hřbitovní kaplí svatého Leonarda v roce 1833 a o rok později začala výstavba nového kostela vysvěceného roku 1839. O pět let později k němu byla přistavěna věž. V polovině dvacátého století zchátral, což se stalo v roce 1965 důvodem ke zrušení památkové ochrany a o dva roky později byl odstřelen.

## Stavební podoba
Jednolodní klasicistní kostel měl pravoúhle zakončený presbytář, k jehož severní straně byla připojena sakristie. V západním průčelí stála věž s přízemím zaklenutým křížovou klenbou. Ostatní prostory interiéru měly ploché stropy. V lodi bývala kruchta podepřená dvěma dřevěnými sloupy.

## Zařízení
Na hlavním portálovém oltáři z poloviny osmnáctého století býval obraz Nanebevzetí Panny Marie z doby okolo roku 1800. Doplňovala ho čtveřice soch světců: svatý Josef, svatý Petr, svatý Pavel a svatý Jan Evangelista. Dva boční oltáře byly zasvěcené svaté Anně (z doby okolo roku 1700) a svatému Linhartovi (druhá polovina osmnáctého století). Na vítězném oblouku býval umístěn krucifix z doby okolo roku 1520 od Ulricha Creutze. Zařízení doplňovaly sochy svatého Jana Nepomuckého a svaté Anny v nikách lodi (obě z poloviny osmnáctého století), další krucifix a křtitelnice z doby okolo roku 1800.